# 廠のえる
廠 のえる（かりや のえる、1992年12月1日 - ）は、日本の元女優。
埼玉県蕨市出身。中央大学附属高等学校を経て、2015年3月中央大学商学部卒業。
趣味はダンス、書道。
元フォスター所属。

## 主な出演作品

### テレビドラマ
- サイコメトラーEIJI 第6話 - 7話 「テロリストの挽歌」（1999年11月20日 - 27日、日本テレビ） - 加藤舞 役
- 武蔵 MUSASHI（2003年、NHK）- りん弥 役
- 貫太ですッ!（2003年、フジテレビ） - 千夏 役
- ニコニコ日記（2003年、NHK）- 沙雪 役

### 舞台
- アニー（1998年） - モリー 役
- 美少女戦士セーラームーン （2001年夏公演 - 2002年冬公演・春公演、サンシャイン劇場 他） - ちびうさ / セーラーちびムーン 役